# Kinh dị giả tưởng

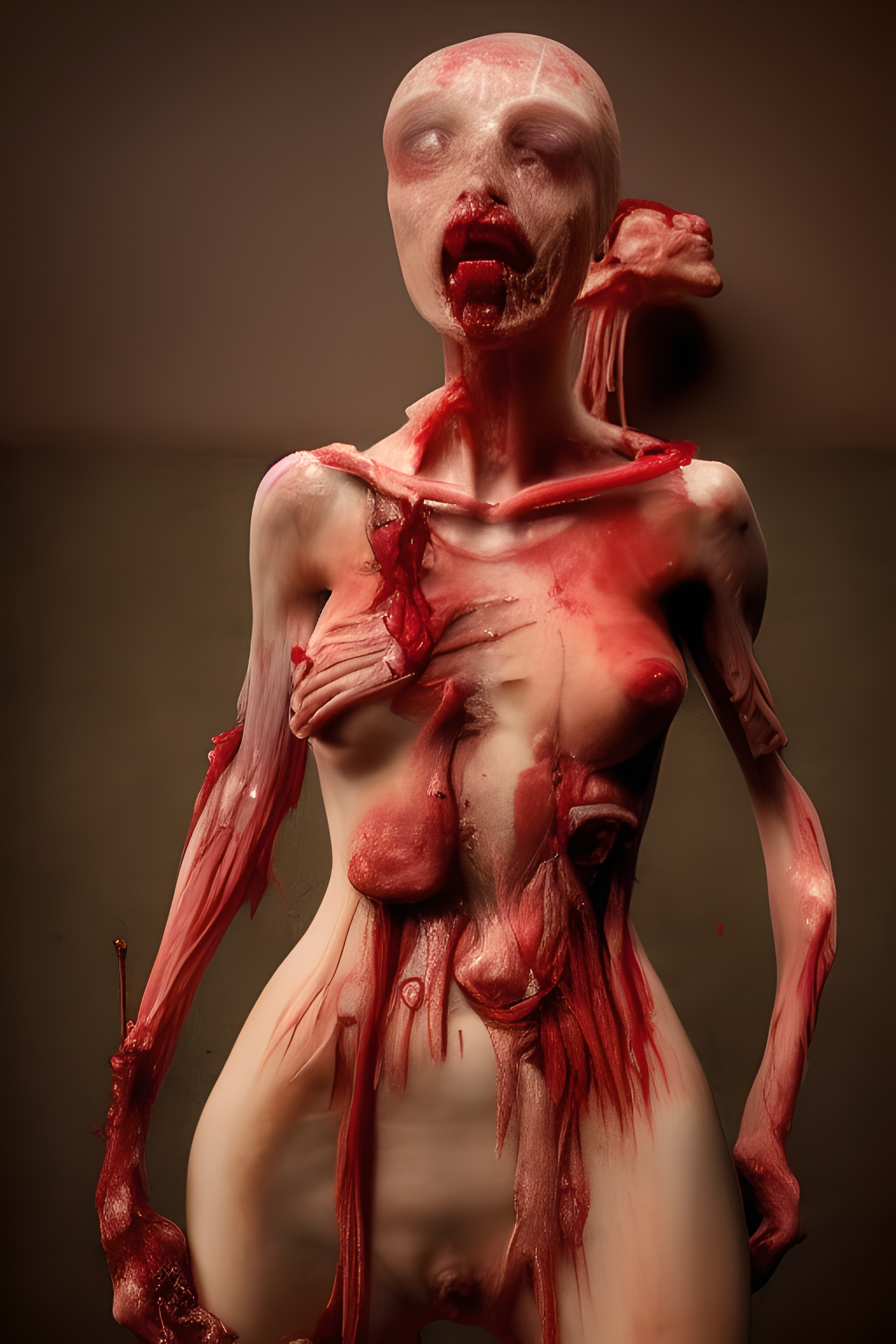
Tạo hình kinh dị rùng rợn được tạo ra bởi trí tuệ nhân tạo

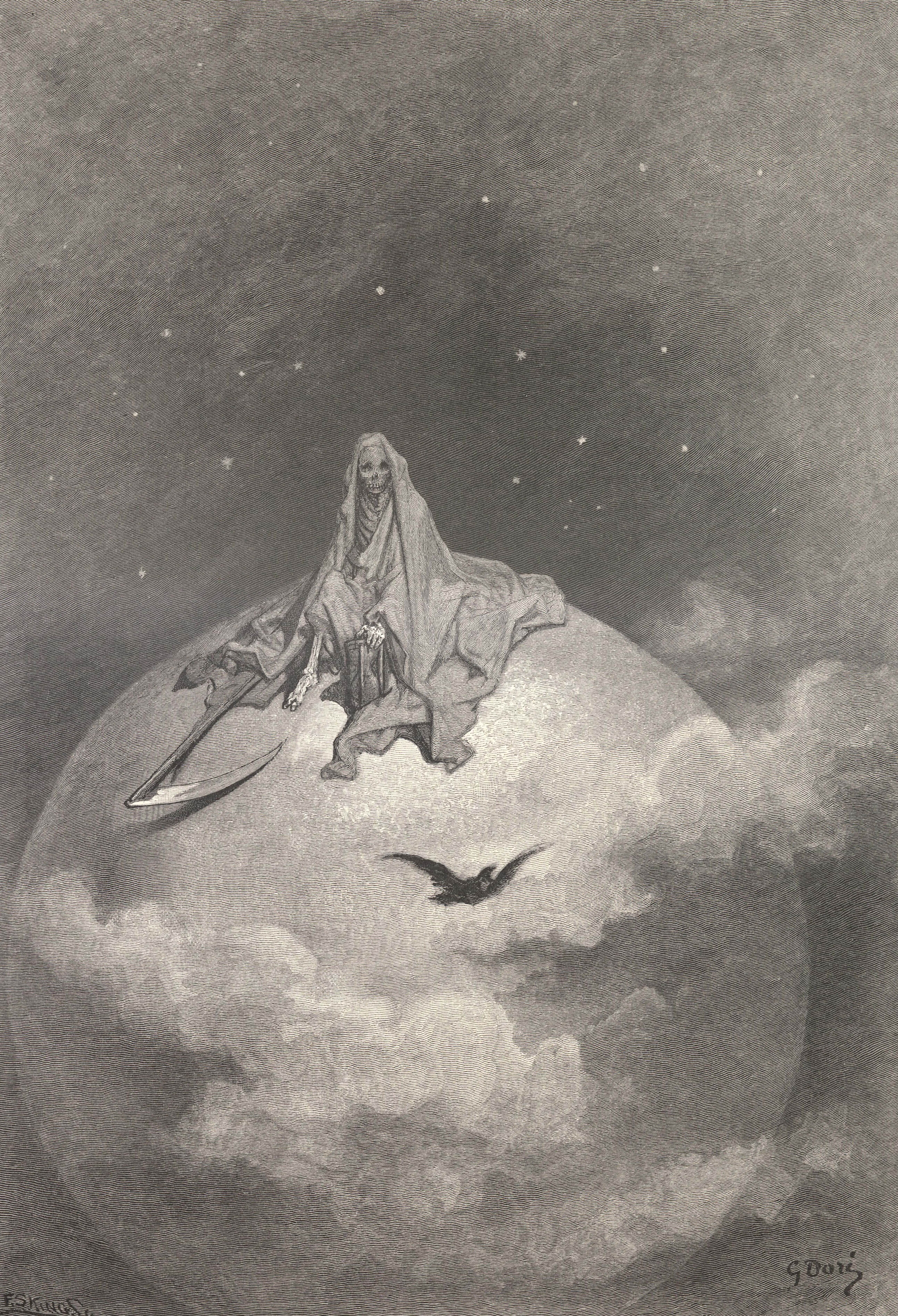
Minh họa "The Raven" (Con Quạ) của Poe bởi Gustave Doré

Truyện kinh dị hay giả tưởng kinh dị là một thể loại biểu đạt với mục đích hoặc có khả năng tạo ra những cảm xúc tiêu cực như lo lắng, sợ hãi hay làm độc giả, khán giả giật mình bằng những nội dung kinh hoàng. Nhà văn-sử gia J. A. Cuddon định nghĩa những câu chuyện kinh dị là "một tác phẩm viết bằng văn xuôi dài hay ngắn mà trong đó tạo nên những cú sốc hay thậm chí là nỗi sợ hãi đối với người đọc, hoặc gây ra một cảm giác thù ghét hay kinh tởm". Nó tạo ra một bầu không khí quái dị và đáng sợ. Kinh dị có thể đưa hoặc không đưa vào những yếu tố siêu nhiên. Thường thì những mối đe dọa cốt lõi của một tác phẩm kinh dị viễn tưởng có thể được hiểu như một phép ẩn dụ cho những nỗi sợ hãi lớn hơn trong xã hội.